# Kristina Grim
Kristina „Kiki“ Grim (* 10. August 1991 in München) ist eine deutsche Poolbillardspielerin, die seit 2005 aktiv ist und sowohl national als auch international erfolgreich an Poolbillardwettbewerben teilnimmt. Sie ist Teil der deutschen Nationalmannschaft im Poolbillard. Vor allem in den Disziplinen 8-Ball und 9-Ball konnte sie in den vergangenen Jahren zahlreiche Erfolge vorweisen. Aktuell steht sie auf Platz 38 der WPA Poolbillard-Weltrangliste und ist damit im internationalen Vergleich die zweitbeste deutsche Spielerin.

## Sportliche Erfolge
Kristina Grim ist seit 2005 aktiv im Poolbillard. Als Jugendspielerin war sie unter anderem im PBV Atlantis aus Bruckmühl sowie im 1. Billardverein Rosenheim aktiv. Für Rosenheim nahm sie an diversen Jugendmeisterschaften teil, bei denen sie stets gute Platzierungen und einige Medaillen erringen konnte. Nach dem Wechsel von der Jugend- in die Damendisziplin wurde es zunächst ruhig um die junge Bruckmühlerin. Nach einigen Vereinswechseln aufgrund berufsbedingter Umzüge ging sie schließlich für den PBC Dreieich-Sprendlingen aus dem hessischen Dreieich bei Frankfurt an den Start. Bei den deutschen Poolbillardmeisterschaften 2013 gelang ihr schließlich mit dem Gewinn der deutschen Meisterschaft im 8-Ball die Sensation. Im Finale schlug sie die deutsche Ausnahmspielerin Ina Kaplan mit 7:3 und konnte sich damit über ihren ersten nationalen Titel freuen. Mit dem Gewinn des Damen Grand-Prix im 8-Ball im Oktober 2014 stellte sie erneut ihre Qualität unter Beweis. 2015 war sie Führende der Gesamtrangliste der German Tour und damit erfolgreichste Spielerin Deutschlands.
Seit dem Gewinn der deutschen Meisterschaft im Jahr 2013 ist Kristina Grim fester Bestandteil der deutschen Poolbillard-Nationalmannschaft und regelmäßig auf der Europameisterschaft vertreten. 2016 konnte sie bei der Europameisterschaft in St. Johann die Bronzemedaille gewinnen. Außerdem vertritt sie Deutschland regelmäßig bei der Euro-Tour, eine über die Saison hinweg in ganz Europa stattfindende Turnierserie mit hoher sportlicher Qualität und enormem Prestige in der Billardwelt. Zudem nimmt sie regelmäßig auch an Weltmeisterschaften und weiteren internationalen Turnieren teil, wie beispielsweise der WPA 9-Ball Weltmeisterschaft der Damen in China oder der Amway E-Spring International Women 9-Ball Championship in Taiwan.

## Persönliches
Kristina Grim lebt in Karlsruhe und arbeitet als Fluglotsin für die Deutsche Flugsicherung.